# Rio Santa Ana (Pérou)
Le rio Santa Ana est un cours d'eau du Pérou dans la région de Cajamarca.